# タンディチェイル
タンディチェイル（당대제일、当代第一、Dangdae Jeil、1992年4月21日 -2016年11月25日）は大韓民国の競走馬、繁殖牝馬である。
1977年の東京優駿（日本ダービー）に優勝し、韓国に輸出されてからわずか1年後に急死したラッキールーラが韓国に残した4頭の産駒の1頭。母はセミナ、その父ズーミングゾーン。済州・松堂牧場生産。生産基盤が弱い韓国において競馬は外国産馬中心で行われており、とくにタンディチェイルが生まれた1992年当時は年間200頭程の生産規模しかなかった（2004年現在、1000頭強に拡大している）。そのため内国産奨励のため内国産年度代表馬というカテゴリーが設けられている。タンディチェイルはその内国産年度代表馬に1996-1998年の3年連続選ばれた名馬である。
1996・1998年の文化日報杯、1997年のトゥクソム杯などに優勝した。当時KRA（韓国馬事会）は競馬の競走格付けを導入していないが、トゥクソム盃は2005年現在GIII（ただし韓国内限定グレード）に指定されている競走である。生涯成績は60戦25勝2着13回。総獲得賞金は9億1917万8000ウォン（約9000万円）。1995年9月30日にデビューし2001年12月3日に登録が抹消された。
2002年1月24日から2004年2月10日まで内陸・ドミウル牧場で供用され、その後は内陸・平昌営農組合で供用された。産駒は7頭おり、そのうち5頭が血統登録されている。
2016年11月24日に肉用に用途変更され、翌25日に死亡した。

## 血統表
| タンディチェイルの血統（ボールドルーラー系 / Ribot4×5= 9.38%） | タンディチェイルの血統（ボールドルーラー系 / Ribot4×5= 9.38%） | タンディチェイルの血統（ボールドルーラー系 / Ribot4×5= 9.38%） | （血統表の出典）         | （血統表の出典） |
| 父 *ラッキールーラ 1974 黒鹿毛                                 | 父の父*Stupendous 1963 青毛                                    | Bold Ruler                                                     | Nasrullah                | Nasrullah        |
| 父 *ラッキールーラ 1974 黒鹿毛                                 | 父の父*Stupendous 1963 青毛                                    | Bold Ruler                                                     | Miss Disco               |                  |
| 父 *ラッキールーラ 1974 黒鹿毛                                 | 父の父*Stupendous 1963 青毛                                    | Magneto 1953                                                   | Ambiorix                 | Ambiorix         |
| 父 *ラッキールーラ 1974 黒鹿毛                                 | 父の父*Stupendous 1963 青毛                                    | Magneto 1953                                                   | Dynamo                   |                  |
| 父 *ラッキールーラ 1974 黒鹿毛                                 | 父の母トースト 1959 鹿毛                                       | ハクリョウ                                                     | *Primero                 | *Primero         |
| 父 *ラッキールーラ 1974 黒鹿毛                                 | 父の母トースト 1959 鹿毛                                       | ハクリョウ                                                     | 第四バツカナムビユーチー |                  |
| 父 *ラッキールーラ 1974 黒鹿毛                                 | 父の母トースト 1959 鹿毛                                       | Flower Wine                                                    | Vino Puro                | Vino Puro        |
| 父 *ラッキールーラ 1974 黒鹿毛                                 | 父の母トースト 1959 鹿毛                                       | Flower Wine                                                    | Mimosa                   |                  |
| 母 *セミナ 1983 栗毛                                           | 母の父Zooming Zone 1971 栗毛                                   | Graustark                                                      | Ribot                    | Ribot            |
| 母 *セミナ 1983 栗毛                                           | 母の父Zooming Zone 1971 栗毛                                   | Graustark                                                      | Flower Bowl              |                  |
| 母 *セミナ 1983 栗毛                                           | 母の父Zooming Zone 1971 栗毛                                   | Time To Turn                                                   | Turn-to                  | Turn-to          |
| 母 *セミナ 1983 栗毛                                           | 母の父Zooming Zone 1971 栗毛                                   | Time To Turn                                                   | Evening Time             |                  |
| 母 *セミナ 1983 栗毛                                           | 母の母Ball Gown 1974                                           | Clear Prince                                                   | Ruantallan               | Ruantallan       |
| 母 *セミナ 1983 栗毛                                           | 母の母Ball Gown 1974                                           | Clear Prince                                                   | Clearaway                |                  |
| 母 *セミナ 1983 栗毛                                           | 母の母Ball Gown 1974                                           | Rede                                                           | Beaux Walk               | Beaux Walk       |
| 母 *セミナ 1983 栗毛                                           | 母の母Ball Gown 1974                                           | Rede                                                           | Miss Catafia F-No.4-d    |                  |